# 亚历山大·波特
亚历山大·波特（英語：Alexander Porter，1996年5月13日—）是一名澳大利亚男子职业自行车运动员。他曾在2016年、2017年和2019年三次获得世界场地自行车锦标赛男子团体追逐赛的金牌。